# Kattersreuth
Kattersreuth ist ein Gemeindeteil des Markts Weidenberg im Landkreis Bayreuth (Oberfranken, Bayern). Kattersreuth liegt in der Gemarkung Mengersreuth.

## Geografie
Der Weiler liegt in einer Rodungsinsel inmitten des Sophienthaler Forstes am Kleeleitenbach, einem rechten Zufluss der Warmen Steinach. Eine Gemeindeverbindungsstraße führt zur Staatsstraße 2181 bei Sophienthal (1,3 km südöstlich) bzw. nach Rügersberg (1 km südlich).

## Geschichte
Der Ort wurde im Jahr 1394 als „Kadolzreut“ erstmals urkundlich erwähnt. Das Bestimmungswort des Ortsnamens ist der Personenname Kadolt, das Grundwort ist -reuth.
Kattersreuth bildete eine Realgemeinde mit Wildenreuth. Gegen Ende des 18. Jahrhunderts bestand Kattersreuth aus einem Anwesen. Die Hochgerichtsbarkeit stand dem bayreuthischen Stadtvogteiamt Bayreuth zu. Das Amt Weidenberg war Grundherr des Gutes.
Von 1797 bis 1810 unterstand der Ort dem Justiz- und Kammeramt Bayreuth. Mit dem Gemeindeedikt wurde Kattersreuth dem 1812 gebildeten Steuerdistrikt Mengersreuth und der zugleich gebildeten Ruralgemeinde Rügersberg zugewiesen. Mit dem Gemeindeedikt von 1818 erfolgte die Eingliederung in die Ruralgemeinde Mengersreuth. Am 1. Juli 1972 wurde Kattersreuth nach Weidenberg eingemeindet.

### Einwohnerentwicklung
| Jahr      | 001818 | 001861 | 001871 | 001885 | 001900 | 001925 | 001950 | 001961 | 001970 | 001987 |
| Einwohner | *      | 29     | 35     | 40     | 30     | 12     | 13     | 9      | 7      | 3      |
| Häuser    | *      |        |        | 4      | 4      | 3      | 3      | 3      |        | 3      |
| Quelle    | [ 7 ]  | [ 10 ] | [ 11 ] | [ 12 ] | [ 13 ] | [ 14 ] | [ 15 ] | [ 16 ] | [ 17 ] | [ 1 ]  |

## Religion
Kattersreuth ist seit der Reformation evangelisch-lutherisch geprägt und nach St. Michael (Weidenberg) gepfarrt.